# Pogon incurvatum
Pogon incurvatum är en insektsart som beskrevs av Buckton. Pogon incurvatum ingår i släktet Pogon och familjen hornstritar. Inga underarter finns listade i Catalogue of Life.